# Chrysina magnifica
Chrysina magnifica är en skalbaggsart som beskrevs av Gilbert John Arrow 1919. Chrysina magnifica ingår i släktet Chrysina och familjen Rutelidae. Inga underarter finns listade i Catalogue of Life.